# Юрина, Елена Андреевна
Еле́на Андре́евна Ю́рина — российский лингвист-русист, лексикограф, доктор филологических наук (2007), профессор кафедры общего и русского языкознания Государственного института русского языка имени А. С. Пушкина, специалист в области семантики и теории метафоры, представитель томской диалектологической школы.

## Биография
Родилась 10 сентября 1970 г., в Рубцовске Алтайского края. Отец, Андрей Андреевич Беккер (1928—1998), инженер, работал директором нескольких крупных заводов по производству подшипников, в том числе ГПЗ-5 в Томске (1981—1986). Мать, Валентина Андреевна Бирюкова (1932—2011), учитель математики, ветеран труда, имеет почетные звания «мастер педагогического труда», «старший учитель».
С пяти лет ходила в специализированную музыкальную школу при консерватории по классу фортепиано. В 14 лет освоила гитару. В 1987 году с золотой медалью окончила среднюю школу № 13 в Томске и поступила на филологический факультет Томского государственного университета (ТГУ).
В студенческие годы начала активно заниматься научно-исследовательской работой, принимала участие в научных конференциях. В 1992 году с отличием окончила университет, защитив дипломную работу по теме «Образность как лексическая категория» (научный руководитель — профессор О. И. Блинова) по специальности «русский язык и литература» с квалификацией «филолог, преподаватель русского языка и литературы».
С 1992 г. обучалась в аспирантуре на кафедре русского языка ТГУ. 7 декабря 1994 года досрочно защитила кандидатскую диссертацию по теме «Образность как лексическая категория» в диссертационном совете ТГУ (научный руководитель — профессор О. И. Блинова, официальные оппоненты профессор Н. С. Болотнова, доцент Э. В. Васильева). Утверждена ВАК 17 февраля 1995 г.
С 2002 года проходила обучение в докторантуре ТГУ. Во время работы над докторской диссертацией написала около 30 стихотворений и 15 песен, к которым написана аранжировка. 19 октября 2006 года защитила докторскую диссертацию «Комплексное исследование образной лексики русского языка» по специальности русский язык (научный консультант —  О. И. Блинова, официальные оппоненты — З. И. Резанова, А. Н. Ростова и М. Э. Рут). Утверждена ВАК 19 мая 2007 г. Стала самым молодым профессором и доктором наук среди лингвистов ТГУ.
Работала в Томском государственном университете: преподаватель латинского языка на кафедре общего, славяно-русского языкознания и классической филологии (1993—1994); старший преподаватель (1994—1998), доцент (1998—2006), профессор (c 2006) кафедры русского языка филологического факультета ТГУ; доцент (1997—2006), профессор (2006—2012) кафедры иностранных языков Международного факультета управления; а также заместитель декана филологического факультета ТГУ по работе с иностранными студентами (1996—1998), по учебной работе (1997—2001).
По совместительству преподавала в Томском политехническом университете (ТПУ): доцент кафедры русского языка и литературы (2003—2004), профессор кафедры русского языка как иностранного Института международного образования и языковой коммуникации (2008—2017).
В настоящее время работает в должности профессора кафедры русского языка филологического факультета ТГУ, профессора кафедры общего и русского языкознания филологического факультета Государственного института русского языка им. А. С. Пушкина.

### Семья
В первом браке была замужем за Максимом Петровичем Юриным, сын — Алексей, 1992 г.р., выпускник факультета психологии ТГУ по специальности «Управление персоналом». Работает риэлтором. В настоящее время замужем за Боткиным Игорем Константиновичем, врачом скэнар-терапевтом; дети — сын Владимир, 2006 г.р., ученик гимназии № 13 г. Томска, дочь Полина, 2014 г.р., Елизавета, 2016 г.р.

## Педагогическая деятельность

### Читаемые курсы
Бакалавриат: «Морфология современного русского языка», «Теоретическая морфология», «Словообразование современного русского языка», «Стилистика современного русского языка», «Теоретическая стилистика», «Русский язык и культура речи».
Магистратура: «Виды речевой деятельности в методике РКИ», «Формирование лингвострановедческой компетенции в методике РКИ», «Основные принципы, средства и способы обучения в методике РКИ», «Формы работы на уроке РКИ», «Лингвосемиотика», «Контрастивная лексикология и лексикография».

### Разработанные курсы
«Морфология современного русского языка», «Словообразование современного русского языка», «Русский язык и культура речи для нефилологов» (факультеты информатики и психологии ТГУ), «Русская диалектология», «Орфография современного русского языка», «Русский язык как иностранный» для иностранных студентов, аспирантов, стажеров.

### Электронные курсы
Массовый открытый on-line курс «Читаем русскую классику вместе. М. А. Булгаков. Мастер и Маргарита». Размещен на платформе «Coursera» (свидетельство о регистрации электронного ресурса № 21989 от 7 июля 2016).

### Преподавание русского языка как иностранного
Опыт преподавания русского языка как иностранного связан с работой в различных программах и проектах: руководитель томской учебной программы в рамках летней школы «Россия как она есть», организованной институтом «Virtus» (Нью-Йорк, США) для американских студентов и аспирантов при филологическом факультете ТГУ (1995—1998); преподаватель в летних школах интенсивного изучения русского языка для американских студентов и аспирантов университета штата Огайо США при факультете иностранных языков ТГУ (1999—2010); преподаватель русского языка как иностранного в университете Л’Ориентале (Неаполь, Италия) (март — апрель 2009); преподаватель русского языка как иностранного в летней школе интенсивного изучения русского языка для американских студентов и аспирантов, организованной в рамках программы «Critical languages» (Стоуни-Брук, США) (2013).

### Преподавание русского языка
Елена Андреевна была лектором на курсах повышения квалификации работников образования при Томском институте повышения квалификации работников образования, при Институте дистанционного образования ТГУ (с 1999 г. в разное время).
Долгие годы сотрудничает с научно-педагогическим коллективом Кокшетауского государственного университета им. Ш. Уалиханова (г. Кокшетау, Казахстан): приглашенный лектор в Кокшетауском государственном университете им. Ш. Уалиханова (2010—2013); вела различные курсы в качестве приглашенного лектора, была членом диссертационного совета, научный консультант PhD-докторантов (Темирова Ж. Г., Мукашева А. О.) (2017 — наст. вр.). Курсы: «Проблемы когнитивной семантики», «Образный язык: подходы и методы исследования», «Методика преподавания РКИ».
В рамках сотрудничества с общеобразовательными учреждениями, преподавала русский язык в Северской гимназии (г. Северск), спецкурсы по подготовке к ЕГЭ, руководила проектными и исследовательскими работами старшеклассников (1999—2007).

## Научная деятельность
Автор более 140 научных публикаций, в их числе монографии, учебно-методических пособия, словари, статьи в рецензируемых журналах, статьи в зарубежных изданиях.
Научная деятельность связана с лексикологией, русской диалектологией, лингвокультурологией, теорией метафоры, теорией языковой образности, когнитивной семантикой, языковой коммуникацией, корпусной лингвистикой. Результаты научно-исследовательской деятельности следующие:
1. Разработана теоретическая модель и методология описания образного лексико-фразеологического поля как репрезентанта определённого концептуального фрагмента образного строя языка.
2. Разработана и реализована на практике концепция лингвокультурологического словаря, моделирующего концептуальный фрагмент образной системы языка на материале русской пищевой метафоры.
3. Разработана теоретическая концепция и методология исследования межъязыковой образности как лингвокогнитивной категории, присущей метаязыковому сознанию билингва и объективированной в процессах межъязыковой коммуникации.
4. Исследованы когнитивная структура, прагматический потенциал, культурологическая специфика ряда метафорических моделей в рамках пищевой метафоры, представлено их описание.
5. Разработана методика лингвистической диагностики корпоративной культуры, предполагающая контент-анализ текстов корпоративного дискурса.
6. Разработана концепция полиязычного электронного словаря метафор на материале русского, английского и итальянского языков.

### Томская диалектологическая школа
Е. А. Юрина — представитель Томской лингвистической (диалектологической) школы, включенной в перечень Ведущих научных школ России. Ученица профессора, академика МАН ВШ Ольги Иосифовны Блиновой.
Научно-педагогический коллектив ТДШ, удостоенный в 1997 г. Государственной премии РФ в области науки и техники, осуществляет комплексное исследование говоров Среднего Приобья с 1946 г. по настоящее время. Разрабатываются структурно-семантический, когнитивный, коммуникативно-прагматический, лингвоперсонологический, лингвокультурологический и лексикографический аспекты анализа русского литературного языка и русских старожильческих говоров Сибири. За весь период существования Школы коллективами авторов было создано более 50 томов словарей разного типа.

### Текущие проекты
«Образная система русского языка в полидискурсивном пространстве современных коммуникаций», поддержанный Российским Научным Фондом (грант № 18-18-00194 от 16.04.2018 г.).
В рамках проекта (2018—2020) исследуются особенности образной системы русского языка на фоне соотносительных лингвокультурных феноменов — вербально выраженных образов, символов, метафор в родственных (польском, итальянском, английском) и неродственных (турецком, китайском, казахском) языках. В рамках проекта создается электронный «Полиязычный словарь метафор», концепция которого нацелена на решение задачи системного словарного описания языковых единиц с метафорической семантикой в нескольких языках с возможностью установления соотносительных по значению и образной мотивации слов и выражений; выявления универсальных и национально-специфических аспектов разных национально-языковых образных систем и метафорических фрагментов картин мира.
В составе коллектива под руководством Е. А. Юриной — молодые кандидаты наук (А. В. Балдова, М. В. Грекова), аспиранты (О. В. Авраменко, Н. С. Гнездилова, Джорджия Помаролли, Чжу Чжисюе), студенты (В. Гладкая, Д. Панышева, У. Ромазанова), а также опытные исследователи — доцент, преподаватель турецкого языка Гексел Шенкал и профессор кафедры английской филологии ТГУ И. В. Новицкая.

### Повышение квалификации
1. 2000 г. в Межотраслевом региональном центре повышения квалификации и подготовки кадров в Новосибирском государственном техническом университете по программе «Методика преподавания русского языка как иностранного» (72 ч.).
2. 2002 г. в Московском педагогическом государственном университете на кафедре русского языка по теме «Многоаспектное исследование образной лексики русского языка». Научный консультант проф. Ю. П. Солодуб.
3. 2003 г. в Московском государственном университете на кафедре русского языка по теме «Комплексное исследование образных средств языка». Научный консультант проф. Л. О. Чернейко.
4. 2007 г. в Томском государственном университете по программе «Инновационные технологии и новые направления в сфере преподавания филологических наук» (72 ч.).
5. 2007 г. в семинаре повышения квалификации «Риторическая компетенция как фактор повышения конкурентного преимущества выпускника высшей школы».
6. 2007 г. в семинаре повышения квалификации «Проблемы теоретической и прикладной лингвистики».
7. 2009 г. в университете Л’Ориентале (Неаполь, Италия) по методике преподавания русского языка как иностранного.
8. 2010 г. в семинаре повышения квалификации «Современный дискурс-анализ: лингвистический и литературоведческий подходы» (24 ч.).
9. 2010 г. в семинаре повышения квалификации «Социокультурные процессы и их отражение в языке» (32 ч.).
10. 2012 г. в Кемеровском государственном университете по специализации «Теоретические и прикладные проблемы современной лингвистики» (108 ч.).
11. 2012 г. в Томском государственном университете по программе «Теория и методы социокультурной парадигмы языкознания» (20 ч.).
12. 2013 г. в Томском государственном университете по программе «Развитие лингвистических компетенций преподавателя как условие реализации ФГОС и развития международной деятельности вуза» (72 ч.).
13. 2013 г. в Томском государственном университете «Актуальные проблемы преподавания русского языка и литературы в иноязычной аудитории: опыт европейских университетов» (46 ч.).
14. 2014 г. в Томском государственном университете по программе «Теоретическая и прикладная лингвистика: современные исследования» (34 ч.).
15. 2014—2015 гг. участие в программе «Кадровый резерв ТГУ», приказ № 851/ОД от 24.11.2014 г., в рамках которой участвовала в стратегических сессиях Московской Школы управления «Сколково» и прошла повышение квалификации по программам: «Исследовательская и инновационная повестка университета» (44 ч.); «Позиционирование и самоидентификация» (44 ч.); «Человеческий капитал» (44 ч.).
16. 2015 г. в Томском государственном университете по программе «Массовые открытые онлайн-курсы: разработка, продвижение, применение» (24 ч.).
17. 2015 г. в языковой школе «Английский пациент» по программе «General English» (228 ч.).
18. 2015 г. в Кемеровском государственном университете по программе «Методика и методология лингвистического и литературоведческого анализа и преподавания лингвистических и литературоведческих курсов» (108 ч.). 19. 2017 г. в Томском государственном университете по программе «Основы управления проектами» (72 ч.).
19. 2019 г. в Белгородском государственном университет по программе «Актуальные вопросы филологии» (36 ч.).

## Гранты
За весь период научно-педагогической деятельности получено 17 грантов, была руководителем 10 грантов.
1. Грант МОПО (номера нет) «Словарь образных слов и выражений народного говора», 1993 г. (Исполнитель).
2. Грант РГНФ № 98-04-00041 а/Т «Томские областные словари как отражение народной речевой и духовной культуры», 1998—2000 гг. (Исполнитель).
3. Грант на поездку Института «Открытое общество» (Фонд Сороса) по программе «Высшее образование» #НАТ 116, 2001 г. Поездка в г. Москву на международный конгресс исследователей русского языка «Русский язык: исторические судьбы и современность», 16-19 марта 2001 г.
4. Грант Минобразования РФ «Комплексное многоаспектное исследование сибирского говора». Проект ГОО-1. 6-456, 2001—2002 гг. (Исполнитель).
5. Грант на поездку Института «Открытое общество» (Фонд Сороса) в рамках мегапроекта «Развитие образования в России» # НАТ 198. Поездка в г. Киев (Украина) для участия в международной конференции «В. И. Даль и современные филологические исследования», 16 февраля — 27 февраля 2002 г.
6. Грант Минобразования РФ на проведение молодыми учеными научных исследований в ведущих научно-педагогических коллективах высших учебных заведений и научных организаций № РД 02-3.17-24. «Многоаспектное исследование образной лексики русского языка», 2002—2003 гг. (Руководитель).
7. Грант на стажировку в Московском педагогическом государственном университете по программе «Информационное обеспечение подготовки докторской диссертации по теме „Комплексное многоаспектное исследование образной лексики русского языка“», 1-31 октября 2002. Конкурс Федеральной целевой программы «Интеграция науки и высшего образования России на 2002—2006 годы» по направлению 1.2 «Использование потенциала ведущих научных центров страны для стажировки молодых исследователей, аспирантов и докторантов высших учебных заведений».
8. Грант Президента РФ для поддержки ведущих научных школ. № НШ 1736. 2003. 6, 2003—2005 гг. (Исполнитель).
9. Грант РГНФ № 03-04-00-427 а/Т «Томская диалектологическая школа и её вклад в теорию русистики», 2003—2004 гг. (Исполнитель).
10. Грант АНО ИНО-Центра в рамках программы «Межрегиональные исследования в общественных науках» совместно с Министерством образования Российской Федерации, Институтом перспективных российских исследований им. Кеннана (США) при участии Корпорации Карнеги в Нью-Йорке (США), Фондом Джона Д. и Кэтрин Т. МакАртуров (США). № КИ 033-2-02. Проект «Образный строй языка как фактор формирования культурно-исторического сознания (на материале описания ассоциативно- образных семантических полей русского языка)». (Руководитель).
11. Грант Президента РФ для поддержки молодых ученых — докторов наук МД-423.2007.6 «Образный строй русского языка», 2007—2008 гг. (руководитель).
12. Грант РФФИ «Мобильность молодых ученых» № 10-06-90749-моб_ст. Научная работа российского молодого ученого О. В. Рудневой, преподавателя из Сургутского государственного педагогического университета, г. Сургут, в Томском государственном университете, г. Томск, по теме «Роль образных средств языка в концептуализации индивидуально-авторской картины мира И. А. Бунина», июль — ноябрь 2010 г. (Руководитель).
13. Грант РФФИ «Мобильность молодых ученых СНГ» № 11-06-90902-моб_снг_ст. Научная работа Калкабековой (Аманжоловой) Джеммы Болатовны из Казахстана, Кокшетауский государственный университет, г. Кокшетау, в Томском государственном университете, г. Томск, по теме «Метафора персонификации в публицистическом дискурсе», апрель — май 2011 г.
14. Грант (гос. заказ) Министерства образования и науки Республики Казахстан по теме «Национально-культурные доминанты казахского этноса в аспекте межъязыкового и межкультурного взаимодействия», 2012—2014 гг. (Исполнитель).
15. Грант РГНФ 14-04-00207 а — «Русская пищевая традиция в зеркале языковых образов: лингвокультурологическое и лексикографическое описание», 2014—2016 гг. (Руководитель).
16. Грант по Программе повышения конкурентоспособности ТГУ, научный проект № 8.1.31.2017 «Лексикографическая параметризация образной системы языка», 2017 г. (Руководитель).
17. Грант РНФ № 18-18-00194 «Образная система русского языка в полидискурсивном пространстве современных коммуникаций», 2018—2020 гг. (Руководитель).

## Ученики

### Кандидаты филологических наук
1. Шерина Евгения Алексеевна, тема диссертации «Национально-культурная специфика образной лексики русского языка (на материале собственно образных слов, характеризующих человека)», специальность 10.02.01 — Русский язык, дата защиты 8.12.2010, официальные оппоненты: проф. П. А. Катышев, доц. С. Б. Велединская.
2. Капелюшник Евгения Владимировна, тема диссертации «Кулинарный код культуры в семантике образных средств языка», специальность 10.02.01 — Русский язык, дата защиты 21.03.2012, официальные оппоненты проф. З. И. Резанова, доц. О. А. Новоселова.
3. Казакова Наталья Николаевна, тема диссертации «Лексическая образность по данным психолингвистического эксперимента», специальность 10.02.01 — Русский язык, дата защиты 17.12.2014, официальные оппоненты: проф. П. А. Катышев, проф. А. С. Савенко.
4. Балдова Анастасия Вячеславовна, тема диссертации «Миромоделирующая и аксиологическая функции пищевой метафоры в русском языке», специальность 10.02.01 — Русский язык, дата защиты 21.12.2016, официальные оппоненты проф. А. Г. Антипов, доц. Е. Г. Басалаева.
5. Шенкал Гексель, тема диссертации «Образная лексика и фразеология русского языка в аспекте межъязыковой и межкультурной эквивалентности», специальности 10.02.01 — Русский язык, 10.02.20 — Сравнительно-историческое, типологическое и сопоставительное языкознание, дата защиты 29.03.2017, официальные оппоненты проф. О. В. Орлова, доц. В. А. Разумовская.
6. Грекова Марина Владимировна, тема диссертации "Лексикографическая параметризация общеязыковой образной системы в «Словаре русской пищевой метафоры», специальность 10.02.01 — Русский язык, дата защиты 20.12. 2017, официальные оппоненты проф. О. В. Фельде, доц. А. С. Савенко.
7. Живаго Наталья Александровна, тема диссертации «Метафоризация процессов гастрономической деятельности в русском языке», специальность 10.02.01 — Русский язык, дата защиты 20.06.2018, официальные оппоненты проф. Е. В. Купчик, доц. И. И. Баранчеева.

## Награды

### Премии
- Премия ТГУ за лучшую научную работу молодых ученых за цикл статей «Образность как лексическая категория» по гуманитарным наукам (1993).
- Премия ТГУ за лучшую научную работу молодых ученых за цикл статей «Категория образности в языке и речи» по гуманитарным наукам (1996).
- Премия ТГУ за лучшую научную работу молодых ученых за цикл статей «Комплексное исследование образной лексики русского языка» по гуманитарным наукам (2001).
- Премия Томской области в сфере образования и науки среди молодых ученых (1998). Премия Томской области в сфере образования и науки среди научно-педагогических коллективов, в составе томской диалектологической школы ТГУ (2003).
- Премия Томской области в сфере образования и науки среди научно-педагогических коллективов, в составе научно-педагогического коллектива кафедры русского языка как иностранного ТПУ (2015).

### Благодарственные письма
- Благодарственное письмо ректора Томского государственного университета за высокие достижения в научно-педагогической деятельности по итогам Конкурса квалификационных работ по специализации «Русский язык как иностранный» (2005).
- Благодарственное письмо декана Международного факультета управления ТГУ за сотрудничество и помощь в развитии факультета (2007).
- Благодарственное письмо декана факультета славистики и восточноевропейских языков и литературы Университета штата Огайо (г. Колумбус, США), за многолетний труд и энтузиазм, проявленный в реализации международной программы по изучению русского языка иностранными студентами (2008).
- Благодарственное письмо ректора Кокшетауского государственного университета им. Ш. Уалиханова (Казахстан) за многолетнее плодотворное сотрудничество (2010).
- Благодарственное письмо ректора Томского государственного университета за подготовку, организацию и проведение Международной научной конференции «Актуальные проблемы русистики: Язык и мир в зеркале словаря» (2010).

### Стипендии
- Государственная научная стипендия РАН для молодых ученых (2000—2003).
- Стипендия фонда Оксфорд-Россия в области гуманитарных и социальных наук для молодых преподавателей, имеющих ученую степень на 2008—2009 учебный год.

### Медали
- Медаль «За заслуги перед Томским государственным университетом» (22 июня 2007).

### Грамоты
- Почетная грамота Министерства образования и науки РФ за заслуги в сфере образования и многолетний добросовестный труд (23 марта 2017).

### Звания
- Звание Почетного профессора Кокшетауского государственного университета им. Ш. Уалиханова (Казахстан) (24 февраля 2011).

## Список основных работ

### Монографии
- Юрина Е. А. Вкусные метафоры: пищевая традиция в зеркале языковых образов. — Кокшетау : Изд-во «Келешек 2030», 2013. — 238 с.
- Юрина Е. А. Образный строй языка. — Томск : Изд-во Том. ун-та, 2005. — 158 с.

### Словари
- Блинова О. И., Юрина Е. А. Словарь образных слов русского языка. — Томск : UFO-Plus, 2007. — 363 с.
- Словарь образных единиц сибирского говора / авт.-сост. О. И. Блинова, М. А. Толстова, Е. А. Юрина; под ред. О. И. Блиновой; Том. гос. ун-т. — Томск : Изд-во Том. ун-та, 2014. — 217 с.
- Словарь русской пищевой метафоры : Блюда и продукты питания / сост. А. В. Боровкова, М. В. Грекова, Н. А. Живаго, Е. А. Юрина; под ред. Е. А. Юриной. — Т.1.— Томск, 2015. — 425 с.
- Словарь русской пищевой метафоры : Гастрономическая деятельность / автор. коллектив А. В. Балдова, М. В. Грекова, Н. А. Живаго, Е. А. Юрина; под ред. Е. А. Юриной. — Т.2.— Томск, 2017. — 544 с.

### Статьи
- Юрина Е. А. Концептуальная метафора поглощения жидкости в пищевом коде русской лингвокультуры // Русистика. — Т. 16. — № 4. — 2018. — С. 428—450. — DOI: 10.22363/2618-8163-2018-16-4-428-450.
- Юрина Е. А., Балдова А. В. Пищевая метафора в процессах концептуализации, категоризации и вербализации представлений о мире // Вестник Том. гос. ун-та. Филология. — 2017. — № 48. — C. 98-115. — ВАК, WOS, Scopus. — DOI: 10.17223/19986645/48/7.
- Юрина Е. А., Гулиус Н. С. Трансформация корпоративной культуры университета: социологические и лингвистические методы диагностики // Университетское управление: практика и анализ. 2017. — № 2. — Екатеринбург. — С. 106—121. — DOI 10.15826/umpa.2017.02.025.
- Юрина Е. А., Живаго Н. А. Метафоризация поглощения пищи в образном строе русского языка // Вестник Томского государственного университета. Филология. 2015. — № 3 (35). — Томск, 2015. — С. 107—121. Юрина Е. А. Русская пищевая традиция в зеркале языковых образов : Опыт лексикографической презентации // Вопросы лексикографии, 2013, № 1 (3). — Томск, 2013. — С. 63-80.
- Юрина Е. А. Лексическая структура ассоциативно-образного семантического поля // Вестник Томского государственного университета № 277. Июнь 2003 г. Серия «Философия. Культурология. Филология». — Томск : Изд-во Том. ун-та, 2003. — С. 198—204.
- Юрина Е. А. Концептуальная структура ассоциативно-образного семантического поля // Вестник Томского государственного университета № 282. Июнь 2004 г. Серия «Философия. Культурология. Филология». — Томск : Изд-во Том. ун-та, 2003. — С. 228—234.

## Публикации о Е. А. Юриной

### Статьи в СМИ
- Куртукова Н. «Женщина, которая забыла…зарыть таланты в землю» // Alma Mater. Газета Томского государственного университета № 4 (2418). — Томск : Изд-во Том. ун-та, 2007 г. — С. 6-7.
- Выгон С. "Елена Юрина: «Язык выражает всё, что человек передает миру» // АиФ-Томск № 13. Томск, 2007 г. — С. 3.
- Сырова С. Елена Юрина: «Русский язык — это зеркало общества» // Город ONLINE | № 39 (039). — 2010 г. — С. 3.

### Биографические публикации
- Томская диалектологическая школа в лицах. — Томск : Изд-во Том. ун-та, 2005. — С. 136—139. — Электронный ресурс: vital.lib.tsu.ru.
- Траектория успеха. Томский государственный университет. — Томск : ИРО ТГУ, 2006. — С. 61.
- Who is who в России : энцикл. персоналий содержит 9800 биограф. текстов и 32200 упоминаний об известных современниках / отв. ред. Р. Хюбнер. — Zug : Verlag fur Personenenzyklopadien AG, 2010. — 3012 с.; 21 см. — (Who is Who России ; Вып. 4)